# 红白双冠
红白双冠，古希腊人称之为普斯肯特（音译），是古埃及国王（法老）的双重王冠。古埃及人通常把它与塞赫姆权杖相提并论，它们被认为是最能代表法老权力的两件物品。红白双冠是由下埃及国王的红冠和上埃及国王的白冠组合而成的。
红白双冠合二为一代表上下埃及的统一，象征着法老在整个埃及的权力。在红白双冠上还装饰着两种动物的标志：一条准备出击的埃及眼镜蛇，即蛇形徽章，象征着下埃及的守护女神瓦杰特；一只埃及秃鹫，象征着上埃及的守护女神奈赫贝特。这两种动物标志被紧固于红白双冠的前端，象征着上下埃及的“两夫人”（即瓦杰特与奈赫贝特）。

## 历史和考古
传统上通常把红白双冠的发明归功于埃及第一王朝的创始者美尼斯，但第一位被描绘为头戴红白双冠的并不是美尼斯。有说法称第一位头戴红白双冠的是与美尼斯同为第一王朝法老的杰特，人们在石刻上发现了代表他王权的荷鲁斯头戴双冠。另一种说法称第一位头戴红白双冠的是杰特的儿子登。
巴勒莫石碑上刻着的埃及王表上开头显示的是下埃及的国王，他们现在被认为是埃及神话中的半人半神，而且只戴红冠，表明最初上下埃及还未统一。而王表上接下来显示的第一王朝及其以后的法老都头戴红白双冠，表明上下埃及在第一王朝时实现了统一。而另一方面，开罗残片上显示第一王朝以前的那些史前埃及君王均头戴红白双冠。
和红冠及白冠一样，考古工作中至今未曾发现幸存的红白双冠，它只在雕塑、绘画、铭文和古代传说中出现。
红冠的材料发现于上埃及的涅伽达，而白冠的材料，不论是蝎王权标头或者时间上紧接其后的那尔迈调色板，也都发现于上埃及的希拉康坡里斯。由此考古学家认为，红冠和白冠都起源于上埃及，至于红冠代表下埃及，那是晚后的传统。E.J.鲍姆伽特的结论是，“……土著的埃及传统是那样的强有力，以致合法的王必须采用古代的头衔和徽章，而且所有的头衔和徽章都有它们的上埃及的起源，而在这早期，从下埃及来的东西是无法与之相比的。”
- 头戴红白双冠的法老想象图
- 头戴红白双冠的哈特谢普苏特头像，美国纽约大都会艺术博物馆藏。
- 头戴红白双冠的阿蒙霍特普三世大头雕像（英语：Colossal red granite statue of Amenhotep III），英国伦敦不列颠博物馆藏。
- 头戴红白双冠的阿肯那顿半身像，开罗埃及博物馆藏。
- 头戴红白双冠的图坦卡蒙全身像，美国芝加哥大学东方研究所藏。
- 刻有头戴红白双冠的拉美西斯四世正挥舞着霍佩什弯刀（英语：khopesh）打击敌人情景的陶片，美国波士顿美术馆藏。
- 头戴红白双冠的托勒密六世半身像，法国巴黎卢浮宫藏。托勒密王朝诸王只在埃及戴红白双冠，在其余领土上则戴简式王冠（英语：diadem）。

## 神话
古埃及神祇中有时被描绘为头戴红白双冠的是荷鲁斯和阿图姆，他们都是法老的象征，或者与法老有着特殊的联系。
- 头戴红白双冠的鹰形荷鲁斯像，法国巴黎卢浮宫藏。
- 绘有头戴红白双冠的荷鲁斯的莎草纸。
- 头戴红白双冠的阿图姆想象图。